# Pływanie na Mistrzostwach Świata w Pływaniu 2015 – 1500 m stylem dowolnym kobiet

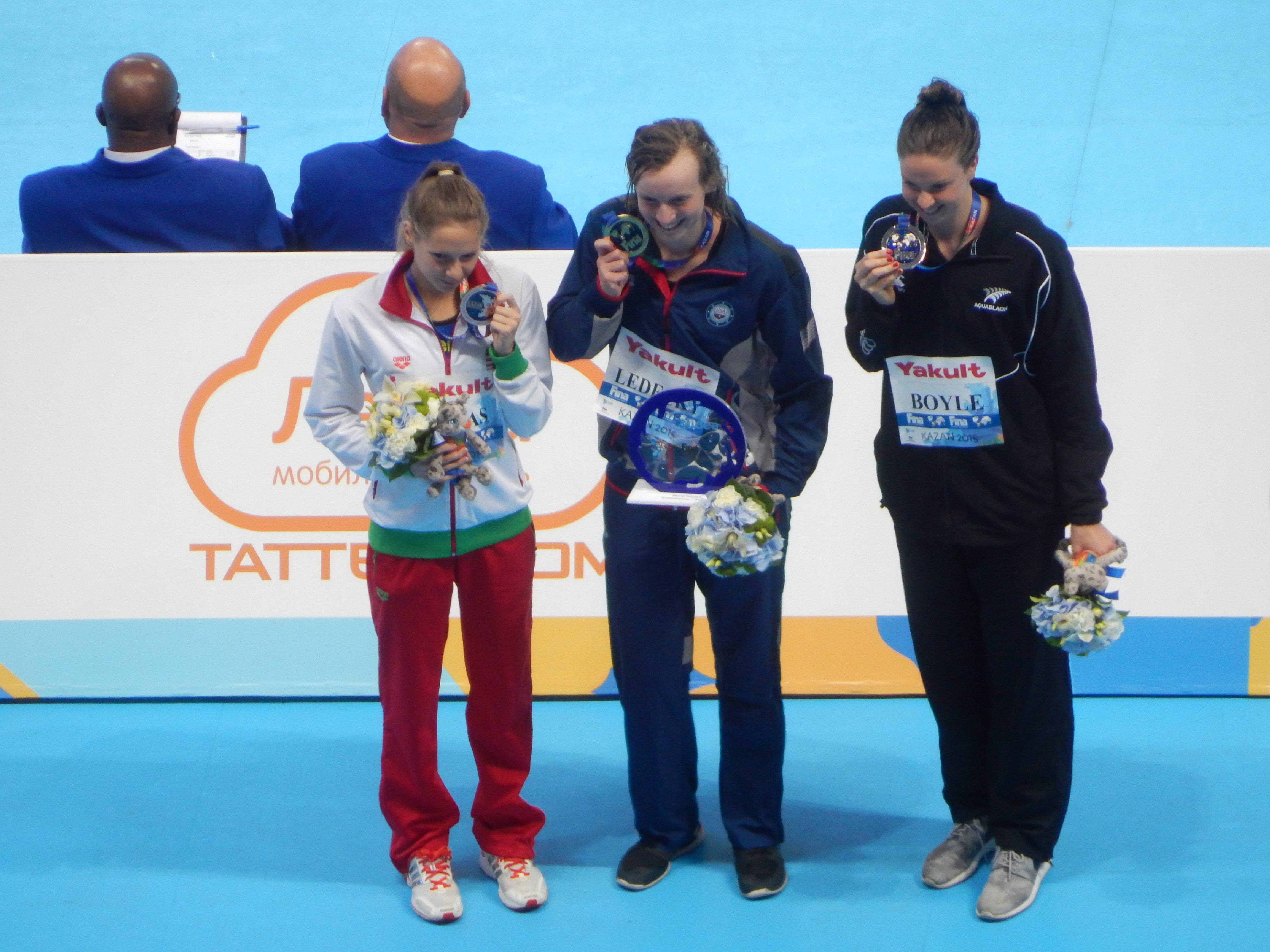
Medalistki (od lewej): Kapás, Ledecky i Boyle

1500 m stylem dowolnym kobiet – jedna z konkurencji rozgrywanych podczas Mistrzostw Świata w Pływaniu 2015. Eliminacje odbyły się 3 sierpnia. Finał miał miejsce 4 sierpnia.
W tej konkurencji wzięło udział 25 zawodniczek z 21 krajów.
Mistrzynią świata została reprezentantka Stanów Zjednoczonych Katie Ledecky. Srebrny medal zdobyła Lauren Boyle z Nowej Zelandii. Trzecie miejsce zajęła Boglárka Kapás z Węgier.

## Rekordy
Przed zawodami rekordy świata i mistrzostw wyglądały następująco:
| Rekord                   | Zawodniczka   | Czas     | Miejsce    | Data             |
| ------------------------ | ------------- | -------- | ---------- | ---------------- |
| Rekord świata            | Katie Ledecky | 15:28,36 | Gold Coast | 24 sierpnia 2014 |
| Rekord mistrzostw świata | Katie Ledecky | 15:36,53 | Barcelona  | 30 lipca 2013    |

W trakcie zawodów ustanowiono następujące rekordy:
| Data       | Etap konkurencji | Zawodniczka   | Czas     | Rekord |
| ---------- | ---------------- | ------------- | -------- | ------ |
| 3 sierpnia | eliminacje       | Katie Ledecky | 15:27,71 | , CR   |
| 4 sierpnia | finał            | Katie Ledecky | 15:25,48 | , CR   |

Legenda: WR – rekord świata, CR – rekord mistrzostw

## Wyniki

### Eliminacje
Eliminacje odbyły się o 10:56.
| Miejsce | Wyścig | Tor | Zawodniczka           | Państwo           | Czas     | Uwagi |
| ------- | ------ | --- | --------------------- | ----------------- | -------- | ----- |
| 1.      | 3      | 4   | Katie Ledecky         | Stany Zjednoczone | 15:27,71 | Q,    |
| 2.      | 2      | 5   | Lotte Friis           | Dania             | 15:54,23 | Q     |
| 3.      | 3      | 5   | Jessica Ashwood       | Australia         | 15:56,52 | Q     |
| 4.      | 2      | 8   | Kristel Köbrich       | Chile             | 16:01,63 | Q     |
| 5.      | 2      | 4   | Lauren Boyle          | Nowa Zelandia     | 16:02,84 | Q     |
| 6.      | 3      | 3   | Boglárka Kapás        | Węgry             | 16:06,25 | Q     |
| 7.      | 2      | 3   | Sharon van Rouwendaal | Holandia          | 16:09,12 | Q     |
| 8.      | 3      | 7   | Aurora Ponsele        | Włochy            | 16:12,01 | Q     |
| 9.      | 3      | 2   | Leonie Beck           | Niemcy            | 16:13,73 |       |
| 10.     | 2      | 7   | Jessica Thielmann     | Wielka Brytania   | 16:21,21 |       |
| 11.     | 2      | 0   | Gaja Natlačen         | Słowenia          | 16:24,83 |       |
| 12.     | 2      | 6   | Isabelle Härle        | Niemcy            | 16:25,04 |       |
| 13.     | 3      | 6   | Martina Caramignoli   | Włochy            | 16:27,13 |       |
| 14.     | 3      | 0   | Wang Guoyue           | Chiny             | 16:28,18 |       |
| 15.     | 2      | 2   | Tjasa Oder            | Słowenia          | 16:31,22 |       |
| 16.     | 2      | 1   | Julia Hassler         | Liechtenstein     | 16:32,04 |       |
| 17.     | 1      | 5   | Valerie Gruest        | Gwatemala         | 16:34,81 |       |
| 18.     | 3      | 1   | Katy Campbell         | Stany Zjednoczone | 16:39,98 |       |
| 19.     | 1      | 4   | Monique Olivier       | Luksemburg        | 16:43,21 |       |
| 20.     | 2      | 9   | Montserrat Ortuño     | Meksyk            | 16:43,64 |       |
| 21.     | 3      | 8   | Samantha Arévalo      | Ekwador           | 16:48,52 |       |
| 22.     | 3      | 9   | Martina Elhenická     | Czechy            | 16:50,22 |       |
| 23.     | 1      | 3   | Rachel Tseng          | Singapur          | 17:26,53 |       |
| 24.     | 1      | 6   | Lena Rannvaardottir   | Wyspy Owcze       | 18:21,09 |       |
| 25.     | 1      | 2   | Bo-Anne Bos           | Curaçao           | 18:57,27 |       |

Legenda: WR - rekord świata

### Finał
Finał odbył się o 18:05.
| Miejsce | Tor | Zawodniczka           | Państwo           | Czas     | Uwagi |
| ------- | --- | --------------------- | ----------------- | -------- | ----- |
| 1 !     | 4   | Katie Ledecky         | Stany Zjednoczone | 15:25,48 | WR    |
| 2 !     | 2   | Lauren Boyle          | Nowa Zelandia     | 15:40,14 | OC    |
| 3 !     | 7   | Boglárka Kapás        | Węgry             | 15:47,09 | NR    |
| 4.      | 5   | Lotte Friis           | Dania             | 15:49,00 |       |
| 5.      | 3   | Jessica Ashwood       | Australia         | 15:52,17 | NR    |
| 6.      | 1   | Sharon van Rouwendaal | Holandia          | 16:03,74 |       |
| 7.      | 6   | Kristel Köbrich       | Chile             | 16:06,55 |       |
| 8.      | 8   | Aurora Ponsele        | Włochy            | 16:09,57 |       |

Legenda: WR - rekord świata, OC - rekord Australii i Oceanii, NR - rekord kraju